# Guo Xinxin
Guo Xinxin (en chino: 郭心心; Shenyang, 2 de agosto de 1983) es una deportista china que compitió en esquí acrobático, especialista en la prueba de salto aéreo.
Participó en tres Juegos Olímpicos de Invierno, entre los años 2002 y 2010, obteniendo una medalla de bronce en Vancouver 2010, en la prueba de salto aéreo.
Ganó una medalla de bronce en el Campeonato Mundial de Esquí Acrobático de 2005.

## Medallero internacional
| Juegos Olímpicos   | Juegos Olímpicos   | Juegos Olímpicos  | Juegos Olímpicos |
| Año                | Lugar              | Medalla           | Prueba           |
| ------------------ | ------------------ | ----------------- | ---------------- |
| 2010               | Vancouver (Canadá) | Medalla de bronce | Salto aéreo      |
| Campeonato Mundial |                    |                   |                  |
| Año                | Lugar              | Medalla           | Prueba           |
| 2005               | Ruka (Finlandia)   | Medalla de bronce | Salto aéreo      |